# Flamenco de raíz
Flamenco de raíz es un documental sobre flamenco dirigido por Vicente Pérez Herrero.

## Reparto
- Álvaro el Canijo
- Olga Pericet
- María Juncal
- Candy Román

## Premios y reconocimientos
| Candidaturas | Candidaturas              | Candidaturas                                    | Candidaturas |
| Año          | Categoría                 | Persona                                         | Resultado    |
| ------------ | ------------------------- | ----------------------------------------------- | ------------ |
| 2015         | Mejor película            | Tiempos Difíciles Films (Vicente Pérez Herrero) | Nominado     |
| 2015         | Mejor dirección           | Vicente Pérez Herrero                           | Nominado     |
| 2015         | Mejor guion original      | Vicente Pérez Herrero                           | Nominado     |
| 2015         | Mejor sonido              | José María Bloch                                | Nominado     |
| 2015         | Mejor película documental | Tiempos Difíciles Films (Vicente Pérez Herrero) | Nominado     |